# 교또조선제1초급학교
교또조선제1초급학교(일본어: 京都朝鮮第一初級学校 교토 조선 제1초급학교[*])는 일본 교토시에 위치한 조선학교이다.

## 학과
- 초급부
- 유치반